# 快傑!ヘルパー
『快傑!ヘルパー』（かいけつヘルパー）は、1994年4月15日から同年9月16日までフジテレビ系列局（一部を除く）で放送されていたフジテレビ製作のバラエティ番組である。放送時間は毎週金曜 19:00 - 19:30 （日本標準時）。

## 概要
「ヘルパー」と呼ばれるメンバーたちが、視聴者から寄せられたさまざまな悩みや願いに答えていた番組。起源は土曜昼の番組『週刊スタミナ天国』で放送されていた「わんぱくヘルパー」という企画で、それが独立・単独番組化したのが本番組である。
フジテレビの金曜19:00枠はローカルセールス枠であったため、別の時間帯での遅れネットを行う局もあった。

## ヘルパー
（※放送当時はこのメンバーだったかと記憶しております。）
- ヘルパー1号：田代まさし
- ヘルパー2号：東ちづる
- ヘルパー3号：清水圭
- ヘルパー4号：風見しんご
- ヘルパー5号：ミスターちん（B21スペシャル）
- 大澄賢也
- 奥山佳恵
- ほか[誰?]

## 参考資料
- 朝日新聞縮刷版[出典無効]

| フジテレビ 金曜19:00枠                                                 | フジテレビ 金曜19:00枠                          | フジテレビ 金曜19:00枠                          |
| 前番組                                                                 | 番組名                                          | 次番組                                          |
| ---------------------------------------------------------------------- | ----------------------------------------------- | ----------------------------------------------- |
| 金曜ファミリーランド （1994年3月） ※19:00 - 20:54 【30分縮小して継続】 | 快傑!ヘルパー （1994年4月15日 - 1994年9月16日） | ケンカの花道 （1994年10月21日 - 1995年9月15日） |